# قائمة حاملات طائرات البحرية الأمريكية
قائمة حاملات الطائرات التابعة للبحرية الأمريكية: تمتلك بحرية الولايات المتحدة 11 حاملة طائرات حالياً قيد الخدمة. و الولايات المتحدة هي الدولة الوحيدة التي تهبط بطائراتها على ظهر حاملات الطائرات ليلاً.
| #      | صورة | الاسم                   | بدأت الخدمة | الحالة                                            |
| ------ | ---- | ----------------------- | ----------- | ------------------------------------------------- |
| CVN-65 |      | يو إس إس إنتربرايز      | 1962        | قيد الخدمة                                        |
| CVN-67 |      | يو إس إس جون كينيدي     | 1968        | متقاعدة وسيتم صنع حاملة طائرات أخرى بإسم جون كندي |
| CVN-69 |      | يو إس إس دوايت أيزنهاور | 1978        | قيد الخدمة                                        |
| CVN-70 |      | يو اس اس كارل فينسن     | 1982        | قيد الخدمة                                        |
| CVN-71 |      | يو إس إس ثيودور روزفلت  | 1986        | قيد الخدمة                                        |
| CVN-73 |      | يو إس إس جورج واشنطن    | 1998        | قيد الخدمة                                        |
| CVN-74 |      | يو إس إس جون ستينيس     | 1995        | قيد الخدمة                                        |
| CVN-75 |      | يو إس إس هاري ترومان    | 1998        | قيد الخدمة                                        |
| CVN-76 |      | يو إس إس رونالد ريغان   | 2003        | قيد الخدمة                                        |
| CVN-77 |      | يو إس إس جورج بوش       | 2009        | قيد الخدمة                                        |